# Mont Round Top
Le mont Round Top est une montagne en Estrie, au Québec, qui fait partie des Appalaches ; son altitude est de 700 mètres.

## Géographie
La montagne est située dans la municipalité d'Audet.